# Marie Menage
Marie Pascale Menage (* 16. Juni 1967) ist eine ehemalige mauritische Windsurferin.
Bei den Olympischen Spielen 1992 belegte Menage in der Windsurfklasse Lechner A-390 den 23. Rang.